# Tour del Porvenir 2012
La 49.ª edición del Tour del Porvenir (nombre oficial en francés: Tour de l'Avenir) fue una carrera de ciclismo en ruta por etapas que se celebró entre el 26 de agosto y el 1 de septiembre de 2012 en Francia con inicio en la ciudad de Dole y final en Le Grand-Bornand sobre un recorrido total de 756,6 kilómetros.
La carrera formó parte del UCI Europe Tour 2011-2012, dentro de la categoría UCI 2.Ncup (Copa de las Naciones UCI sub-23 limitada a corredores menores de 23 años.)
La carrera fue ganada por el ciclista Warren Barguil de la selección nacional sub-23 de Francia. El podio lo completaron el ciclista Juan Ernesto Chamorro de la selección nacional sub-23 de Colombia y el ciclista Mattia Cattaneo de la selección nacional sub-23 de Italia.

## Equipos participantes
| Equipos nacionales (20)- Austria sub-23 - Bélgica sub-23 - Colombia sub-23 - Dinamarca sub-23 - Eritrea sub-23 - Alemania sub-23 - Gran Bretaña sub-23 - Italia sub-23 - Kazajistán sub-23 - Letonia sub-23 - Luxemburgo sub-23 - Países Bajos sub-23 - Noruega sub-23 - Rusia sub-23 - Eslovenia sub-23 - España sub-23 - Suecia sub-23 - Suiza sub-23 - Estados Unidos sub-23 - Australia sub-23 Unknown team category- Equipo mixto UCI sub-23 |
| |

## Recorrido
El Tour del Porvenir dispuso de un prólogo y 6 etapas para un recorrido total de 756,6 kilómetros con inicio en la ciudad de Dole y final en Le Grand-Bornand, comprendiendo 2 contrarreloj individual, 2 etapas de montaña, 1 etapa de media montaña y 2 etapas llanas.
| Etapa     | Fecha     | Recorrido                                   | type                    | Distancia (km) | Ganador            | Líder          |
| --------- | --------- | ------------------------------------------- | ----------------------- | -------------- | ------------------ | -------------- |
| Prólogo   | 26 de ago | Dole – Dole                                 | contrarreloj individual | 4              | Jay McCarthy       | Jay McCarthy   |
| 1.ª etapa | 27 de ago | Dole – Belleville                           | etapa llana             | 178,5          | Silvan Dillier     | Silvan Dillier |
| 2.ª etapa | 28 de ago | Parc des oiseaux – Châtillon-sur-Chalaronne | etapa llana             | 140            | Moreno Hofland     | Silvan Dillier |
| 3.ª etapa | 29 de ago | Pont-d'Ain – Annemasse                      | etapa de media montaña  | 152            | Lukas Pöstlberger  | Silvan Dillier |
| 4.ª etapa | 30 de ago | Seyssel – Valloire                          | etapa de montaña        | 155            | Warren Barguil     | Warren Barguil |
| 5.ª etapa | 31 de ago | Rognaix – Les Saisies                       | cronoescalada           | 44,1           | Alexéi Lutsenko    | Warren Barguil |
| 6.ª etapa | 1 de sep  | Beaufort – Le Grand-Bornand                 | etapa de montaña        | 83             | Sergey Pomoshnikov | Warren Barguil |

## Clasificaciones finales
Las clasificaciones finalizaron de la siguiente forma:

### Clasificación general
| \| Clasificación general \| Clasificación general \| Clasificación general \| Clasificación general \| Clasificación general \| \| Ciclista \| Ciclista \| Equipo \| Tiempo \| \| \| --------------------- \| --------------------- \| --------------------- \| --------------------- \| --------------------- \| \| 1.º \| Warren Barguil \| Francia sub-23 \| 18 h 36 min 07 s \| \| \| 2.º \| Juan Ernesto Chamorro \| Colombia sub-23 \| + 1 s \| \| \| 3.º \| Mattia Cattaneo \| Italia sub-23 \| + 9 s \| \| \| 4.º \| Serguéi Chernetski \| Rusia sub-23 \| + 15 s \| \| \| 5.º \| Ian Boswell \| Estados Unidos sub-23 \| + 19 s \| \| \| 6.º \| Sergey Pomoshnikov \| Rusia sub-23 \| + 26 s \| \| \| 7.º \| Gennady Tatarinov \| Rusia sub-23 \| + 31 s \| \| \| 8.º \| Daan Olivier \| Países Bajos sub-23 \| + 42 s \| \| \| 9.º \| Patrick Konrad \| Austria sub-23 \| + 45 s \| \| \| 10.º \| Tim Wellens \| Bélgica sub-23 \| + 49 s \| \| |                       |                       |                  |
| |                       |                       |                  |
| Fuente: ProCyclingStats |                       |                       |                  |
| Clasificación general |                       |                       |                  |
| Ciclista | Ciclista              | Equipo                | Tiempo           |
| 1.º | Warren Barguil        | Francia sub-23        | 18 h 36 min 07 s |
| 2.º | Juan Ernesto Chamorro | Colombia sub-23       | + 1 s            |
| 3.º | Mattia Cattaneo       | Italia sub-23         | + 9 s            |
| 4.º | Serguéi Chernetski    | Rusia sub-23          | + 15 s           |
| 5.º | Ian Boswell           | Estados Unidos sub-23 | + 19 s           |
| 6.º | Sergey Pomoshnikov    | Rusia sub-23          | + 26 s           |
| 7.º | Gennady Tatarinov     | Rusia sub-23          | + 31 s           |
| 8.º | Daan Olivier          | Países Bajos sub-23   | + 42 s           |
| 9.º | Patrick Konrad        | Austria sub-23        | + 45 s           |
| 10.º | Tim Wellens           | Bélgica sub-23        | + 49 s           |

### Clasificación por puntos
| Clasificación por puntos | Clasificación por puntos | Clasificación por puntos | Clasificación por puntos | Clasificación por puntos |
| Ciclista                 | Ciclista                 | Equipo                   | Puntos                   |                          |
| ------------------------ | ------------------------ | ------------------------ | ------------------------ | ------------------------ |
| 1.º                      | Warren Barguil           | Francia sub-23           | 78 pts                   |                          |
| 2.º                      | Alexéi Lutsenko          | Kazajistán sub-23        | 76 pts                   |                          |
| 3.º                      | Juan Ernesto Chamorro    | Colombia sub-23          | 61 pts                   |                          |
| 4.º                      | Sergey Pomoshnikov       | Rusia sub-23             | 60 pts                   |                          |
| 5.º                      | Danny van Poppel         | Países Bajos sub-23      | 58 pts                   |                          |
| 6.º                      | Mattia Cattaneo          | Italia sub-23            | 55 pts                   |                          |
| 7.º                      | Ian Boswell              | Estados Unidos sub-23    | 54 pts                   |                          |
| 8.º                      | Serguéi Chernetski       | Rusia sub-23             | 51 pts                   |                          |
| 9.º                      | Davide Villella          | Italia sub-23            | 47 pts                   |                          |
| 10.º                     | Patrick Konrad           | Austria sub-23           | 46 pts                   |                          |

### Clasificación de la montaña
| Clasificación de la montaña | Clasificación de la montaña | Clasificación de la montaña | Clasificación de la montaña | Clasificación de la montaña |
| Ciclista                    | Ciclista                    | Equipo                      | Puntos                      |                             |
| --------------------------- | --------------------------- | --------------------------- | --------------------------- | --------------------------- |
| 1.º                         | Warren Barguil              | Francia sub-23              | 59 pts                      |                             |
| 2.º                         | Juan Ernesto Chamorro       | Colombia sub-23             | 42 pts                      |                             |
| 3.º                         | Sergey Pomoshnikov          | Rusia sub-23                | 26 pts                      |                             |
| 4.º                         | Alexéi Lutsenko             | Kazajistán sub-23           | 24 pts                      |                             |
| 5.º                         | Daan Olivier                | Países Bajos sub-23         | 24 pts                      |                             |
| 6.º                         | Mattia Cattaneo             | Italia sub-23               | 20 pts                      |                             |
| 7.º                         | Serguéi Chernetski          | Rusia sub-23                | 20 pts                      |                             |
| 8.º                         | Ian Boswell                 | Estados Unidos sub-23       | 20 pts                      |                             |
| 9.º                         | Tim Wellens                 | Bélgica sub-23              | 19 pts                      |                             |
| 10.º                        | Théo Vimpère                | Francia sub-23              | 17 pts                      |                             |

### Clasificación por equipos
| Clasificación por equipos | Clasificación por equipos | Clasificación por equipos | Clasificación por equipos |
| Equipo                    | Equipo                    | Tiempo                    |                           |
| ------------------------- | ------------------------- | ------------------------- | ------------------------- |
| 1.º                       | Rusia sub-23              | 55 h 49 min 33 s          |                           |
| 2.º                       | Francia sub-23            | + 10 min 01 s             |                           |
| 3.º                       | Colombia sub-23           | + 10 min 45 s             |                           |
| 4.º                       | Austria sub-23            | + 11 min 58 s             |                           |
| 5.º                       | Italia sub-23             | + 15 min 13 s             |                           |
| 6.º                       | Estados Unidos sub-23     | + 19 min 05 s             |                           |
| 7.º                       | Kazajistán sub-23         | + 26 min 49 s             |                           |
| 8.º                       | Bélgica sub-23            | + 31 min 16 s             |                           |
| 9.º                       | Países Bajos sub-23       | + 37 min 10 s             |                           |
| 10.º                      | Alemania sub-23           | + 38 min 52 s             |                           |

## Evolución de las clasificaciones
| Etapa                   | Vencedor                | Clasificación general Maillot jaune | Clasificación por puntos Maillot vert | Clasificación de la montaña Maillot à pois rouges | Clasificación por equipos Classement par équipe |
| ----------------------- | ----------------------- | ----------------------------------- | ------------------------------------- | ------------------------------------------------- | ----------------------------------------------- |
| Prólogo                 | Jay McCarthy            | Jay McCarthy                        | Jay McCarthy                          | no entregado                                      | Alemania sub-23                                 |
| 1.ª                     | Silvan Dillier          | Silvan Dillier                      | Silvan Dillier                        | Davide Villella                                   | Italia sub-23                                   |
| 2.ª                     | Moreno Hofland          | Silvan Dillier                      | Wouter Wippert                        | Davide Villella                                   | Italia sub-23                                   |
| 3.ª                     | Lukas Pöstlberger       | Silvan Dillier                      | Danny van Poppel                      | Davide Villella                                   | Noruega sub-23                                  |
| 4.ª                     | Warren Barguil          | Warren Barguil                      | Danny van Poppel                      | Juan Ernesto Chamorro                             | Rusia sub-23                                    |
| 5.ª                     | Alexéi Lutsenko         | Warren Barguil                      | Danny van Poppel                      | Juan Ernesto Chamorro                             | Rusia sub-23                                    |
| 6.ª                     | Sergey Pomoshnikov      | Warren Barguil                      | Warren Barguil                        | Warren Barguil                                    | Rusia sub-23                                    |
| Clasificaciones finales | Clasificaciones finales | Warren Barguil                      | Warren Barguil                        | Warren Barguil                                    | Rusia sub-23                                    |